# 디오니시오스 아르부지스
디오니시오스 아르부지스(그리스어: Διονύσιος Αρμπούζης, ? ~ 1987년 2월)는 그리스 군사 정권이 붕괴된 이후인 1974년부터 1976년까지 그리스군 작전 참모장을 맡고 장군까지 진급한 그리스군 장교이다. 그는 제2차 세계 대전, 그리스 내전, 한국 전쟁에 참전하였으며 13년간 그리스 군에서 복무했다.
아르부지스는 그리스 육군사관학교를 졸업해 그리스 장교로 복무했다. 그는 제2차 세계 대전에서 그리스군이 참전한 주요 전투에 모두 참여했는데, 그리스-이탈리아 전쟁, 그리스 공방전, 그리스 내전 등이 그가 활약한 전장이었다. 그는 한국 전쟁 기간 동안 그리스 한국 원정군의 사령관으로도 유명하며 키프로스 주둔 그리스군과 그리스 육군사관학교의 지휘관으로도 일했다.
1967년 4월 21일 그리스에서 군사 쿠데타가 발생할 당시 그리스군 작전 참모의 부참모총장으로 일했고 입헌주의적 명령에 충실했던 것으로 잘 알려졌다. 군사 쿠데타 당시 그는 주동자들에 의해 체포되었고 새 정권에 의해 축출되었다. 그는 1974년 8월 군사 정권이 붕괴된 이후 장군으로 진급했고, 1976년까지 그리스군 작전 참모로 일했다. 그는 1987년 사망해 아테네 국립묘지에 묻혔다.